# Denizköy, Didim
Denizköy là một xã thuộc huyện Didim, tỉnh Aydın, Thổ Nhĩ Kỳ. Dân số thời điểm năm 2010 là 960 người.